# Grein
Grein è un comune austriaco di 2 910 abitanti nel distretto di Perg, in Alta Austria; ha lo status di città (Stadt).